# امبانجاب
امبانجاب (به لاتین: Ambanjabe) یک سکونتگاه مسکونی در ماداگاسکار است که در سوفیا (ماداگاسکار) واقع شده‌است.

## ویژگی ها
امبانجاب ۸٬۰۰۰ نفر جمعیت دارد و ۴۳ متر بالاتر از سطح دریا واقع شده‌است.